# NGC 7090
NGC 7090 est une galaxie spirale barrée vue par la tranche, relativement rapprochée et située dans la constellation de l'Indien. Sa vitesse par rapport au fond diffus cosmologique est de 688 ± 11 km/s, ce qui correspond à une distance de Hubble de 10,15 ± 0,7 Mpc (∼33,1 millions d'al). NGC 7090 a été découverte par l'astronome britannique John Herschel en 1834.
La classe de luminosité de NGC 7090 est III et elle présente une large raie HI.
NGC 7090 émet aussi dans l'infrarouge. Sa luminosité dans l'infrarouge lointain (de 40 à 400 µm) est égale à 1,41 × 109 {\displaystyle L_{\odot }} (109,15{\displaystyle L_{\odot }}) et sa luminosité totale dans l'infrarouge (de 8 à 1 000 µm) est de 1,66 × 109 {\displaystyle L_{\odot }} (109,22{\displaystyle L_{\odot }}).
À ce jour, 21 mesures non basées sur le décalage vers le rouge (redshift) donnent une distance de 7,878 ± 2,106 Mpc (∼25,7 millions d'al), ce qui est à l'intérieur des valeurs de la distance de Hubble. Puisque cette galaxie est relativement rapprochée du Groupe local, cette valeur est peut-être plus près de sa distance réelle que la distance de Hubble. Notons que c'est avec la valeur moyenne des mesures indépendantes, lorsqu'elles existent, que la base de données NASA/IPAC calcule le diamètre d'une galaxie.

## Galerie

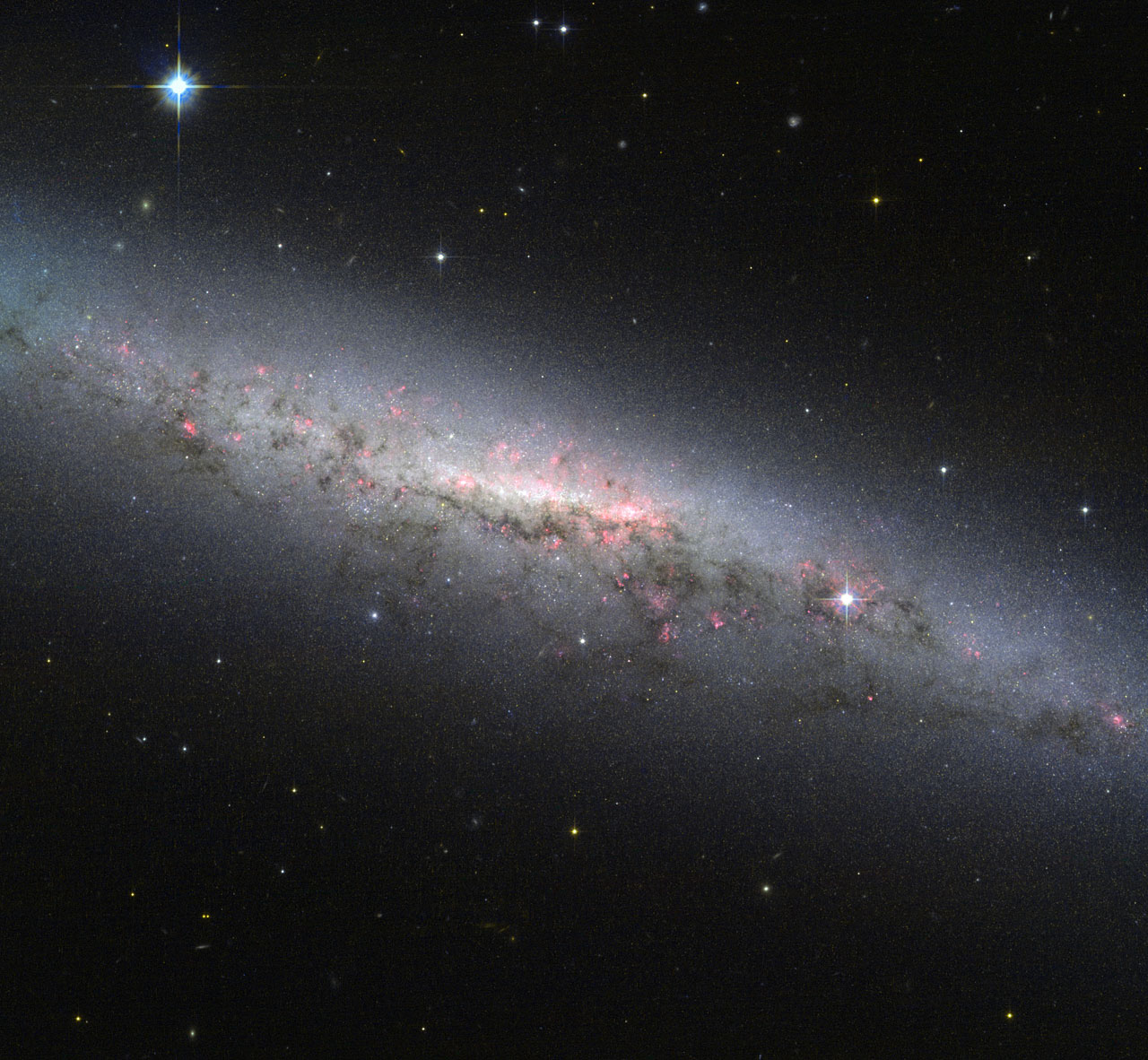
NGC 7090 par le télescope spatial Hubble.
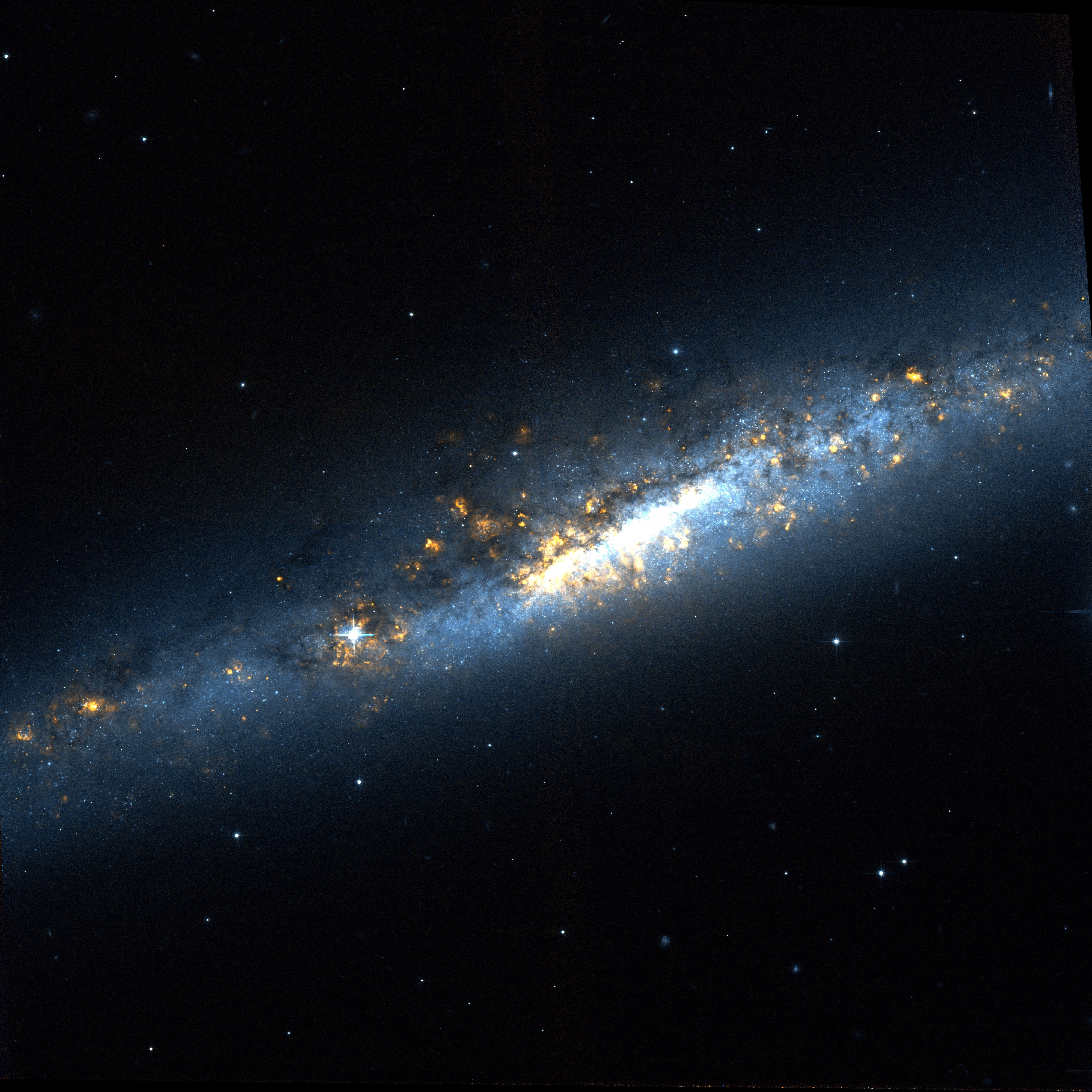
Autre version de NGC 7090 par le télescope spatial Hubble.
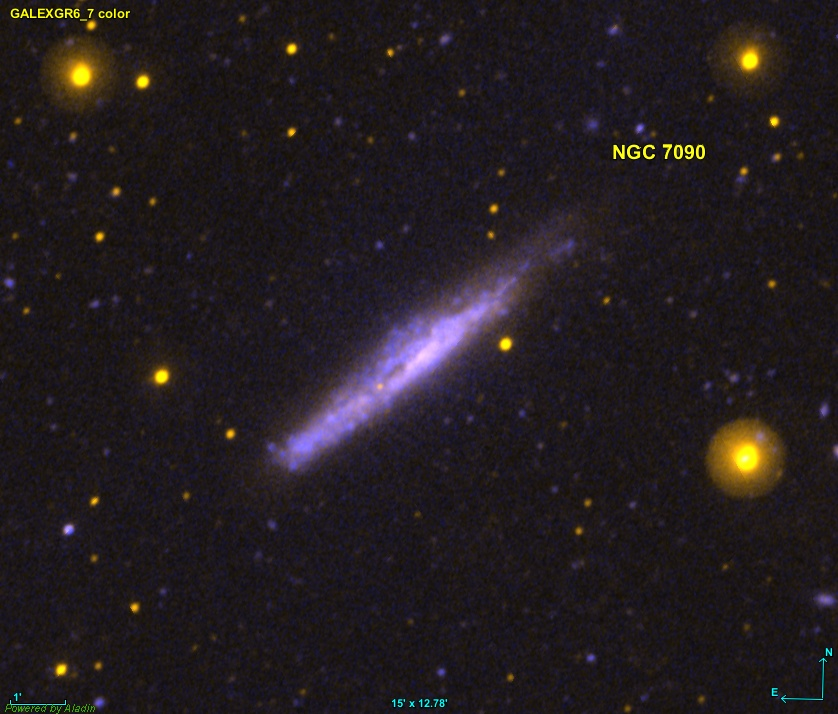
NGC 7090 vue dans le domaine des ultraviolets par GALEX.